# Solar One Music
Solar One Music is een underground platenlabel uit Jena, gespecialiseerd in electro en acid. Het label werd aan het einde van 2006 opgericht door Nico Jagiella en Robert Witschakowski.
Bekende artiesten die bij "Solar One Music" vinylplaten uitgebracht hebben zijn onder andere The Exaltics, Helena Hauff, Heinrich Mueller (Dopplereffekt) en de Nederlander Legowelt.
In 2017 heeft Solar One Music de plaat "10 Million Light Years" van The Exaltics opnieuw uitgebracht om het 10-jarige bestaan van het label alsmede de originele release te vieren.
Eind 2017 breidde Solar One Music uit met een sub-label onder de naam "Between Places"
. Op dit label zou naar eigen zeggen enkel "pure electro" uitgegeven worden. De vinyplaten(hoezen) zouden simpel worden, met de focus op de muziek zelf.
Op het sub-label verschenen ep's van electroveteraan Das Muster en nieuwkomer Animistic Beliefs.